# 競走馬総合研究所

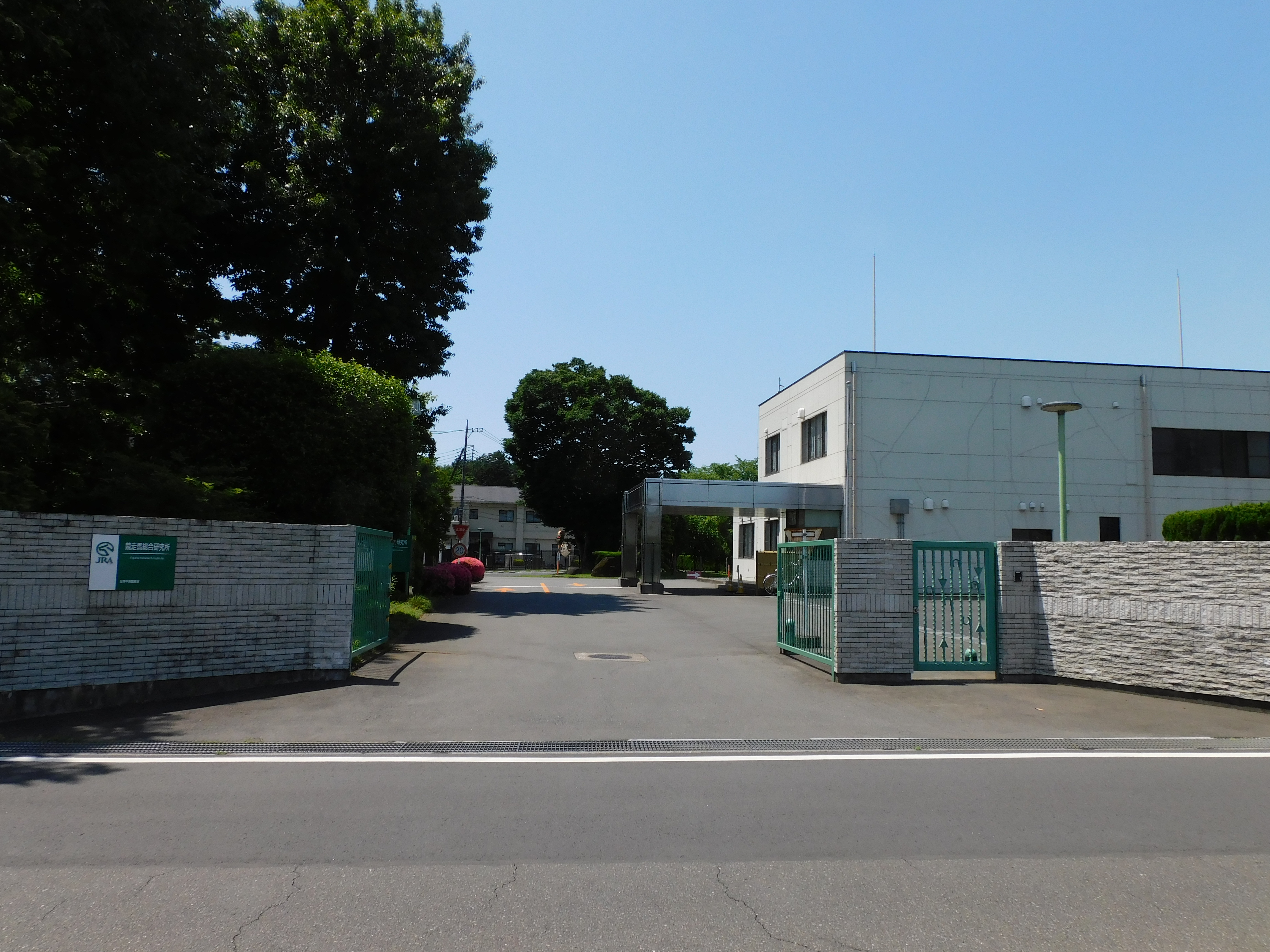
競走馬総合研究所本所

競走馬総合研究所（きょうそうばそうごうけんきゅうじょ）とは日本中央競馬会（JRA）によって設立された、競走馬の生産・育成、疾病の治療・予防、競走能力の分析など競走馬や競馬に関する様々な分野の研究を行う機関である。「総研」とも呼ばれる。
本所（栃木県下野市・北緯36度22分48.2秒 東経139度51分27.5秒）、競走馬リハビリテーションセンター（旧：常磐支所・福島県いわき市・北緯36度59分18.5秒 東経140度50分14.1秒）、生産育成研究室（北海道浦河郡浦河町・北緯42度12分23.2秒 東経142度51分34.8秒）の3ヶ所の施設で構成されている。

## 沿革
- 1959年2月10日 - 「競走馬保健研究所」の名称で東京都世田谷区に設立される
- 1963年4月13日 - 常磐支所、および研究所分室（禁止薬物検査部門）が設立される
- 1965年 - 研究所分室が「競走馬理化学研究所」として独立する
- 1969年 - 栃木県国分寺町に小金井分室（馬感染症関係部門）が設立される
- 1970年 - 小金井分室が栃木支所となる
- 1977年 - 「競走馬総合研究所」に名称を変更
- 1997年 - 宇都宮市の宇都宮育成牧場跡地に本所が移転
- 1998年 - 日高育成牧場に生産育成研究室を設置
- 2016年 - 本所を宇都宮市から栃木支所に移転（宇都宮の旧本所は馬事公苑宇都宮事業所となった）
- 2017年5月23日 - 常磐支所が「競走馬リハビリテーションセンター」として新たに名称を設定[1]

## 馬の温泉
いわき湯本温泉の温泉街にほど近い場所にある常磐支所には競走馬のための温泉療養施設があり、そのため「馬の温泉」とも呼ばれている。温泉を利用した温浴場やプール、ウォータートレッドミル、逍遥馬道といった施設がある。一般の訪問者（競馬ファン）も見学することが可能となっており、療養中の競走馬を見ることができる。
過去にはグリーングラス、バンブトンコート、サクラスターオー、ミホノブルボン、ファインモーション、ノーリーズン、ヒシミラクル、デアリングタクトといった重賞勝ち馬もこの施設を利用して療養を行った。
また函館競馬場にある「馬温泉所」の運営も行っており、2019年までは冬季に常磐支所で収容しきれない競走馬に対するリハビリ初期の温泉治療を分担して行っていた。
2011年3月の東北地方太平洋沖地震では常磐支所も被災。建物には大きな損傷はなかったものの水道管が破裂し温泉が利用できなくなったことなどから、入厩馬の多くは一時美浦トレーニングセンターに避難した。その後施設の復旧作業が行われ、同年6月20日にプールが再オープンするなど、徐々に業務が再開された。
2017年5月23日、JRAは「競走馬総合研究所常磐支所」の名称を「競走馬リハビリテーションセンター」に改称したことを発表した。

## 組織

### 競走馬総合研究所

#### 本所
- 企画調整室
- 総務課
- 運動科学研究室
- 臨床医学研究室
- 微生物研究室
- 分子生物研究室

#### 常磐支所
- 競走馬リハビリテーションセンター

### 日高育成牧場
- 生産育成研究室

## 刊行物
- 「馬の科学」（機関誌、非売品） 2019年廃刊
- 「競走馬総合研究所年報」
- 馬感染症シリーズ（公益社団法人中央畜産会が印刷・刊行を実施）

## 関係書籍
- 「競走馬の科学」（講談社 ISBN 9784062575164）
- 「サラブレッドの科学」（講談社 ISBN 9784062572323）
- 「馬の科学」（講談社 ISBN 9784061326644）
- 「サラブレッド!サラブレッド!?」（緑書房 ISBN 9784895316736）
- 「馬の医学書」（チクサン出版社 ISBN 9784885004131）
- 「軽種馬飼養標準」（アニマル・メディア社 ISBN 9784901071000）